# Colgate-Palmolive Masters 1979 - Singolare
Il singolare del torneo di tennis Colgate-Palmolive Masters 1979, facente parte della categoria Grand Prix, ha avuto come vincitore Björn Borg che ha battuto in finale 6–2, 6–2 Vitas Gerulaitis.

## Tabellone

### Legenda
| - Q = Qualificato - WC = Wild card - LL = Lucky loser | - ALT = Alternate - SE = Special Exempt - PR = Protected Ranking | - w/o = Walkover - r = Ritirato - d = Squalificato |

### Finali
|  | Semifinali       | Semifinali       | Semifinali       | Semifinali | Semifinali |  |  | Finale           | Finale           | Finale           | Finale | Finale |  |
|  |                  |                  |                  |            |            |  |  |                  |                  |                  |        |        |  |
|  | Vitas Gerulaitis | Vitas Gerulaitis | Vitas Gerulaitis | 7          | 6          |  |  |                  |                  |                  |        |        |  |
|  | Jimmy Connors    | Jimmy Connors    | Jimmy Connors    | 5          | 2          |  |  | Vitas Gerulaitis | Vitas Gerulaitis | Vitas Gerulaitis | 2      | 2      |  |
|  | Björn Borg       | Björn Borg       | 6                | 6          | 7          |  |  | Björn Borg       | Björn Borg       | Björn Borg       | 6      | 6      |  |
|  | John McEnroe     | John McEnroe     | 7                | 3          | 6          |  |  |                  |                  |                  |        |        |  |

### Gruppo A
|  |                  | Gerulaitis    | Solomon  | McEnroe       | Vilas         | RR W–L | Set W–L | Game W–L | Classifica |
|  | Vitas Gerulaitis |               | 6–1, 7–6 | 3–6, 7–6, 7–6 | 4–6, 7–6, 3–6 | 2–1    | 5–3     | 44–43    | 1          |
|  | Harold Solomon   | 1–6, 6–7      |          | 3–6, 5–7      | 6–2, 6–2      | 1–2    | 2–4     | 27–30    | 3          |
|  | John McEnroe     | 6–3, 6–7, 6–7 | 6–3, 7–5 |               | 6–2, 6–3      | 2–1    | 5–2     | 43–30    | 2          |
|  | Guillermo Vilas  | 6–4, 6–7, 6–3 | 2–6, 2–6 | 2–6, 3–6      |               | 1–2    | 2–5     | 27–38    | 4          |

La classifica viene stilata in base ai seguenti criteri: 1) Numero di vittorie; 2) Numero di partite giocate; 3) Scontri diretti (in caso di due giocatori pari merito ); 4) Percentuale di set vinti o di games vinti (in caso di tre giocatori pari merito ); 5) Decisione della commissione.

### Gruppo B
|  |               | Borg          | Tanner        | Jimmy Connors | Higueras | RR W–L | Set W–L | Game W–L | Classifica |
|  | Björn Borg    |               | 6–3, 6–3      | 3–6 6–3, 7–6  | 6–2, 6–0 | 3–0    | 6–1     | 40–23    | 1          |
|  | Roscoe Tanner | 3–6, 3–6      |               | 6–2, 4–6, 6–7 | 7–5, 6–4 | 1–2    | 3–4     | 35–36    | 3          |
|  | Jimmy Connors | 6–3, 3–6, 6–7 | 2–6, 6–4, 7–6 |               | 6–3, 6–0 | 2–1    | 5–3     | 42–35    | 2          |
|  | José Higueras | 2–6, 0–6      | 5–7, 4–6      | 3–6, 0–6      |          | 0–3    | 0–6     | 14–37    | 4          |

La classifica viene stilata in base ai seguenti criteri: 1) Numero di vittorie; 2) Numero di partite giocate; 3) Scontri diretti (in caso di due giocatori pari merito ); 4) Percentuale di set vinti o di games vinti (in caso di tre giocatori pari merito ); 5) Decisione della commissione.